# Terza guerra anglo-birmana
La terza guerra anglo-birmana (o terza guerra birmana) fu un conflitto durato dal 7 al 29 novembre 1885, anche se alcune sacche di resistenza perdurarono fino al 1887. Si trattò, quindi, della più breve delle tre guerre anglo-birmane.
A causa della crisi della Birmania sotto Thibaw Min della Dinastia Konbaung (1879) e della successiva tensione creatasi nuovamente fra i due stati, parte della popolazione inglese nell'attuale Myanmar fu costretta a fuggire. Oltretutto nel 1885 il consigliere francese M. Hass cominciò le trattative per costruire filiali di banche francesi in Birmania e causa del timore del governo inglese in India dell'intensificarsi dei rapporti fra le due nazioni il generale Harry Prendergast attaccò quel che rimaneva dell'impero konbaung. Oltre a questo interesse francese, anche un incipiente interesse italiano verso l'alta Birmania mosse gli inglesi.
Così cominciò l'invasione da sud, gestita sull'avamposto di Toungoo. Il 9 novembre le forze britanniche occuparono la capitale birmana Mandalay ed ebbero maggiori problemi a salire ulteriormente a nord, a causa delle montagne e della guerriglia. Pertanto la città di Bhamo fu presa il 28 dicembre e l'invasione fu terminata quattro giorni dopo. Nonostante ciò continuarono le resistenze di alcuni villaggi fino al 1890, che furono sedate con la forza.